# Русселия хвощевидная
Руссе́лия хвощеви́дная (лат. Russelia equisetiformis) — вид цветковых растений рода Русселия (Russelia) семейства Подорожниковые (Plantaginaceae).

## Ботаническое описание
Кустарник с очень тонкими, прямыми стеблями с маленькими, прижатыми к стеблю тёмно-зелёными чешуевидными листьями 2 мм длиной. Высота растения около 1 м. Чашечка длиной 5 мм. Венчик ярко-красный, около 3 см длиной. Плод — яйцевидная коробочка.

## Распространение
Природный ареал вида — Мексика.

## Хозяйственное значение и применение
Благодаря красивым цветкам растение используют как декоративное.

## Фотогалерея

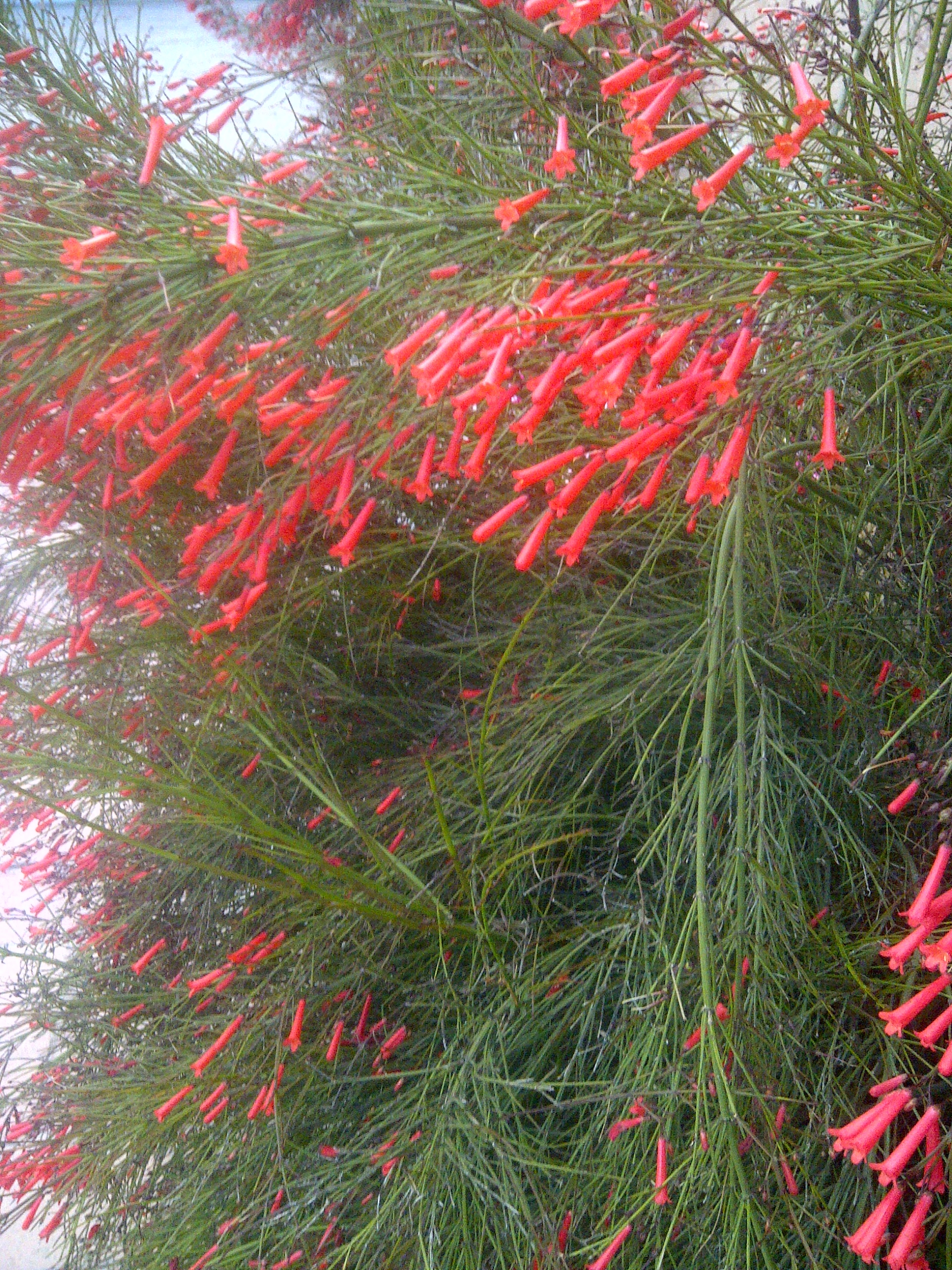
Russelia equisetiformis
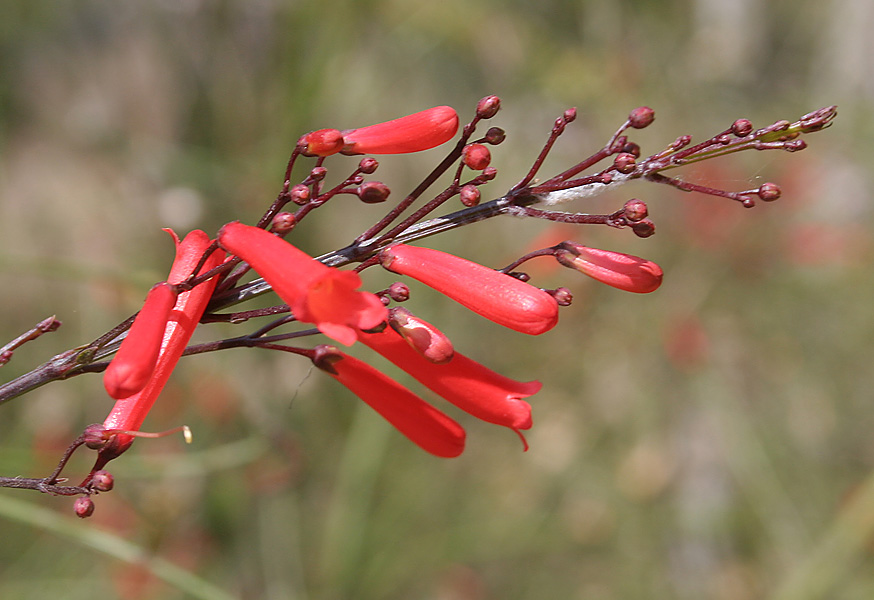
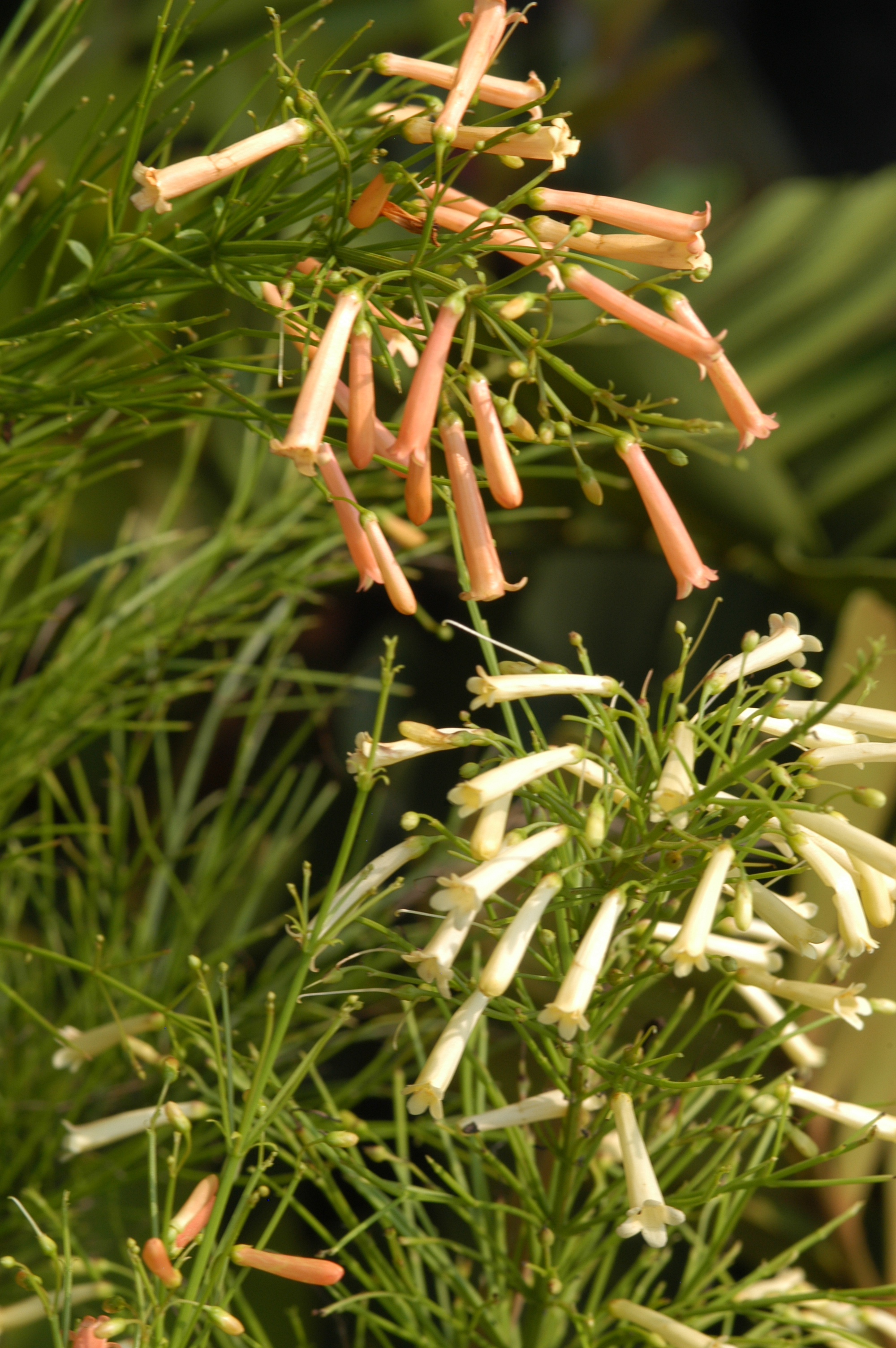
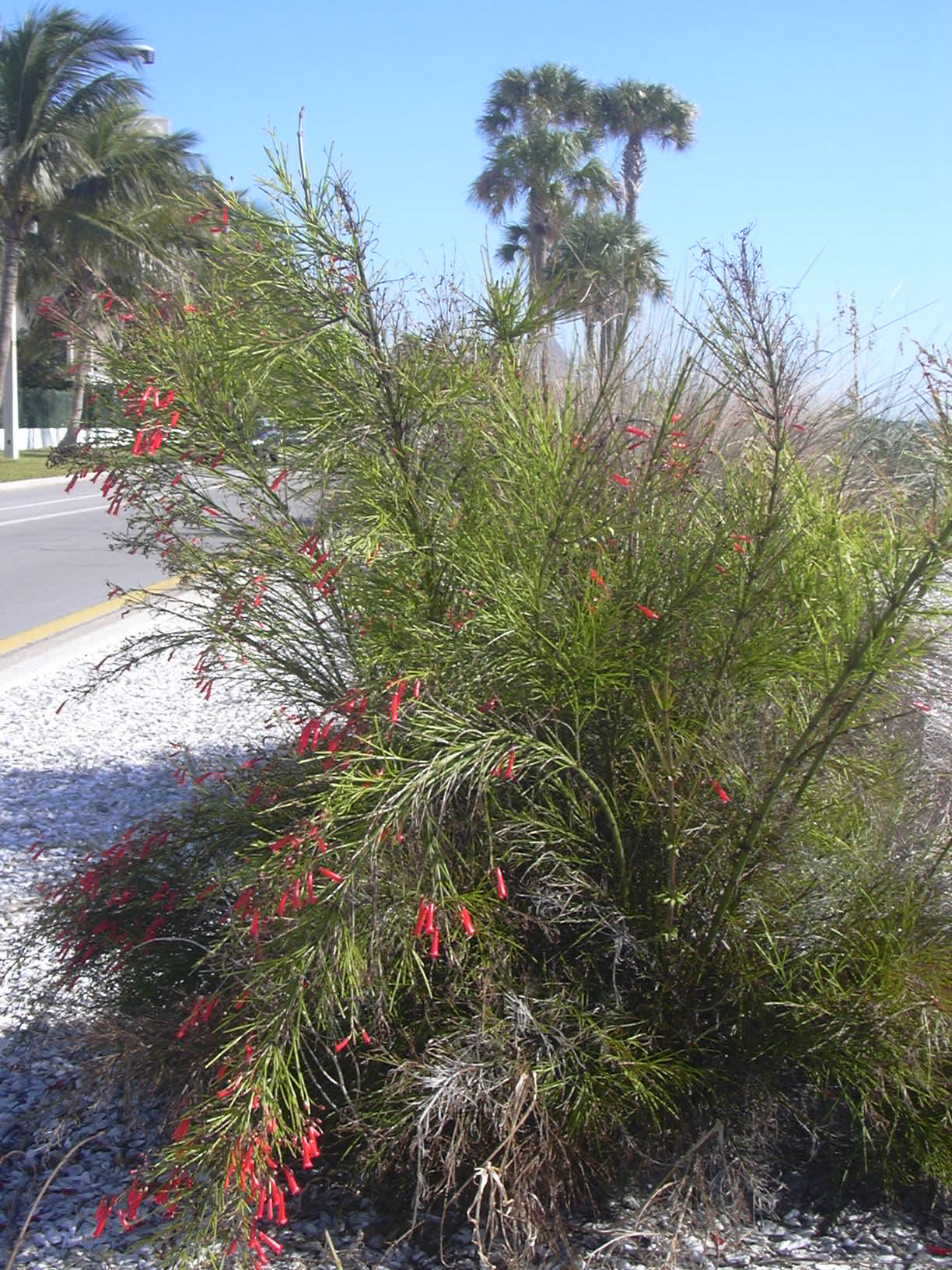
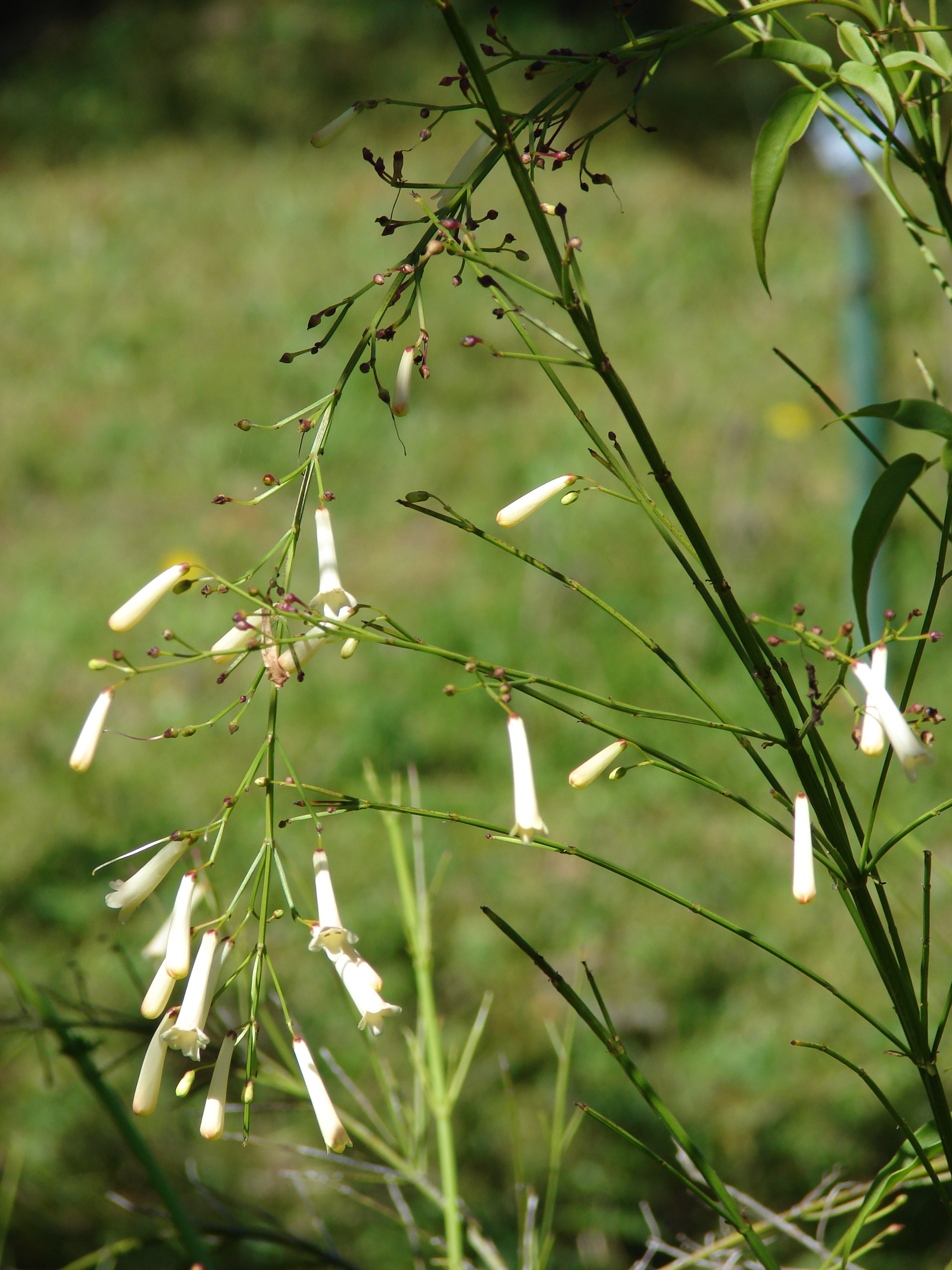
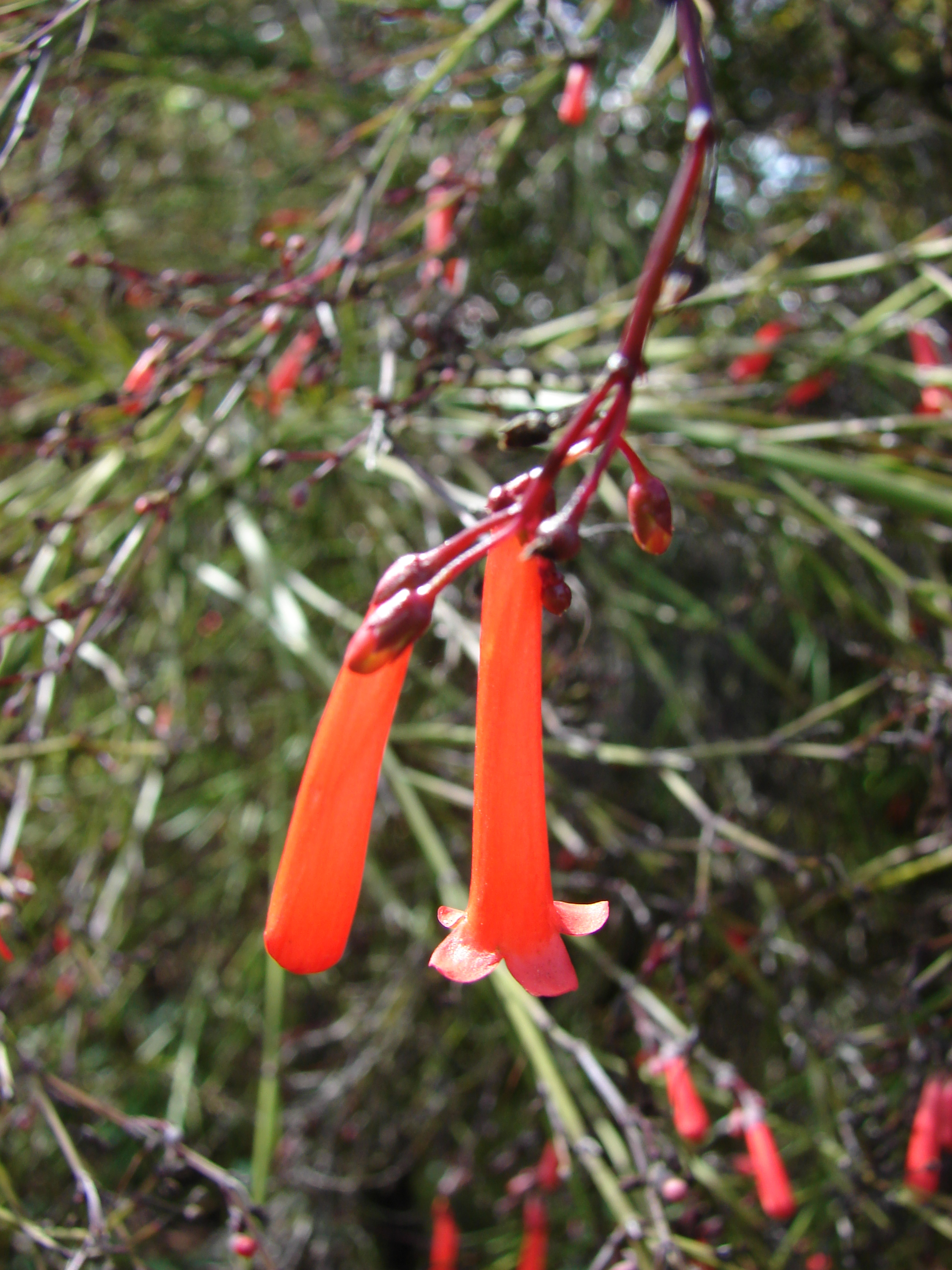
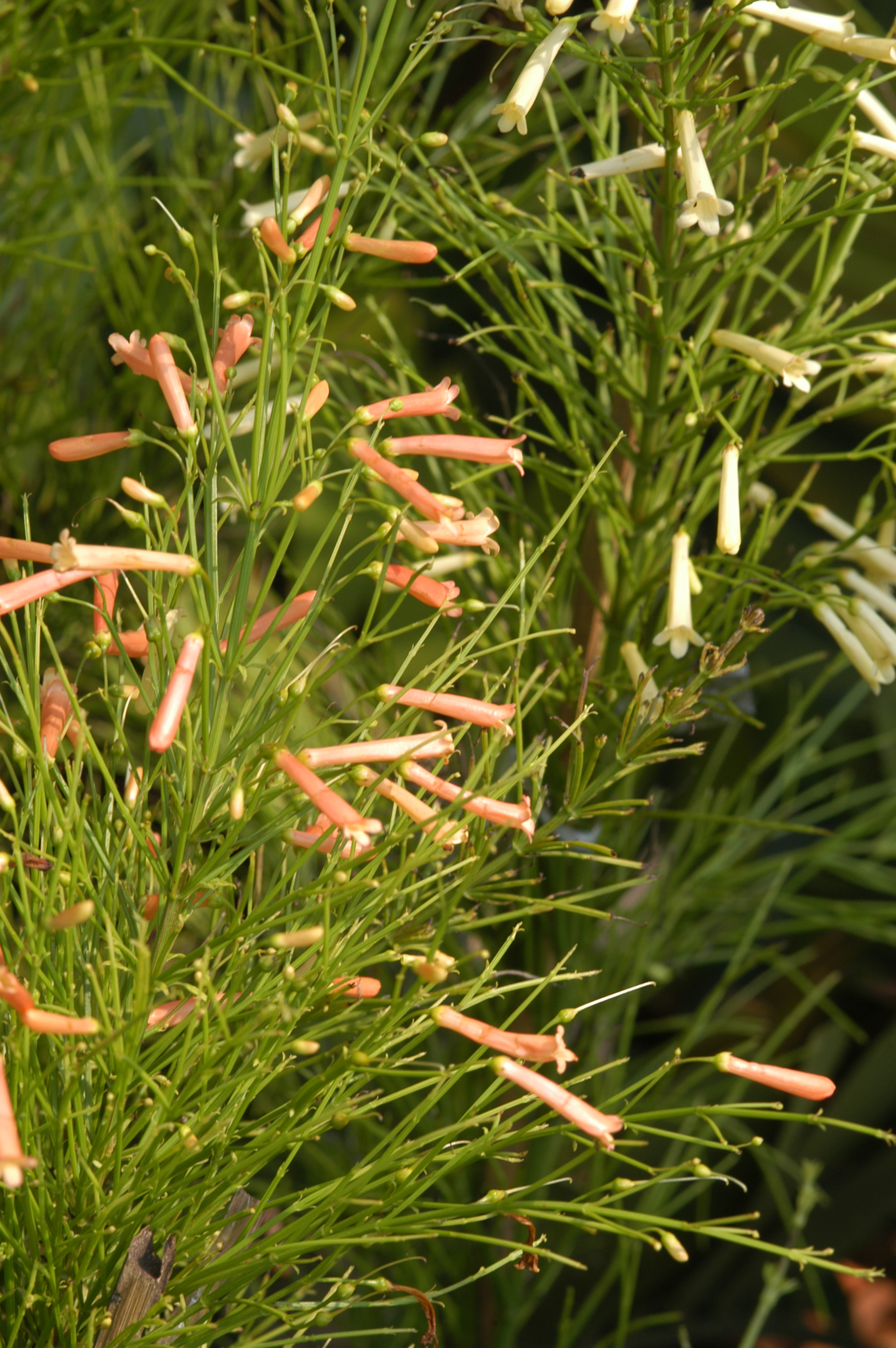
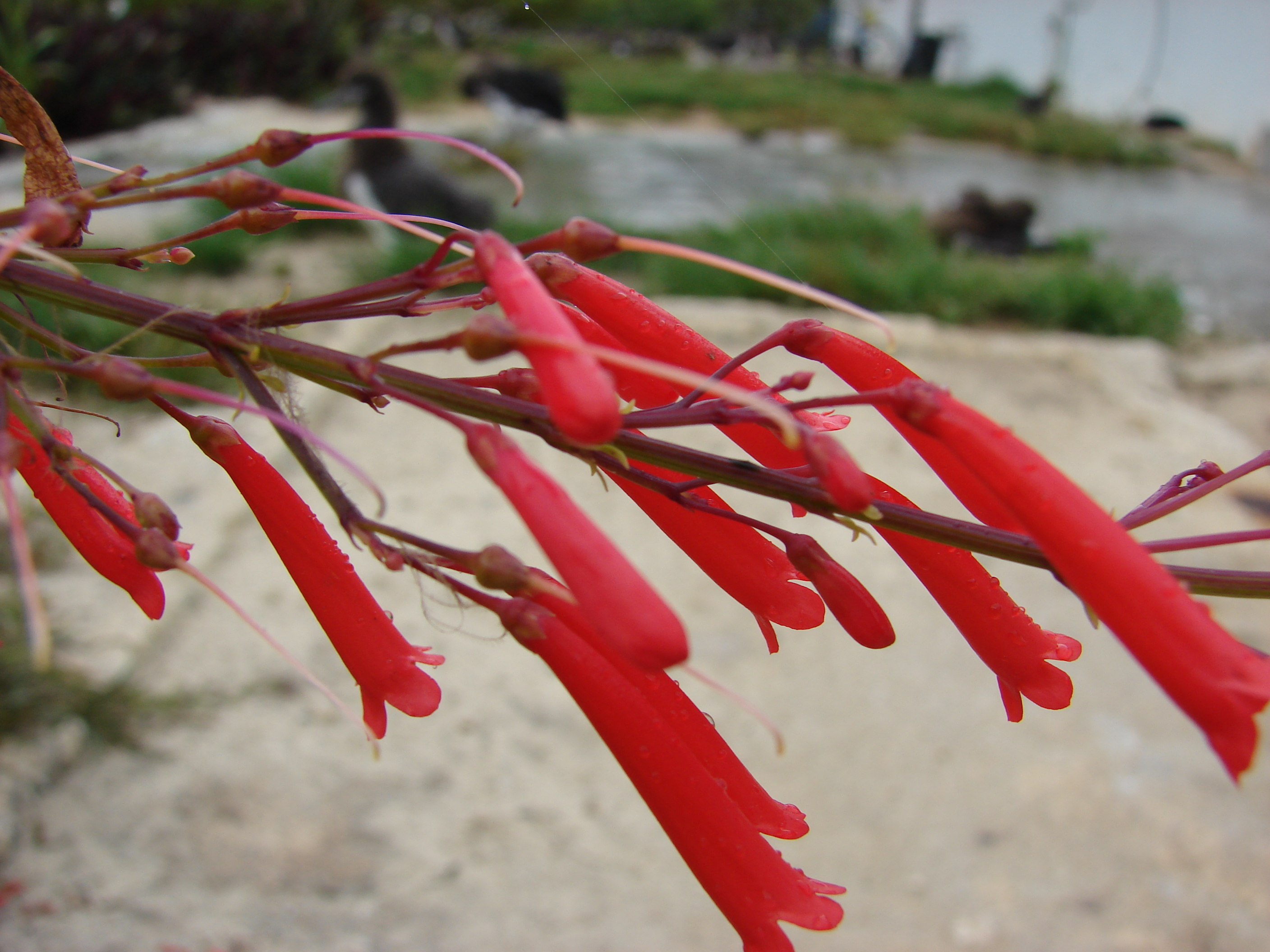
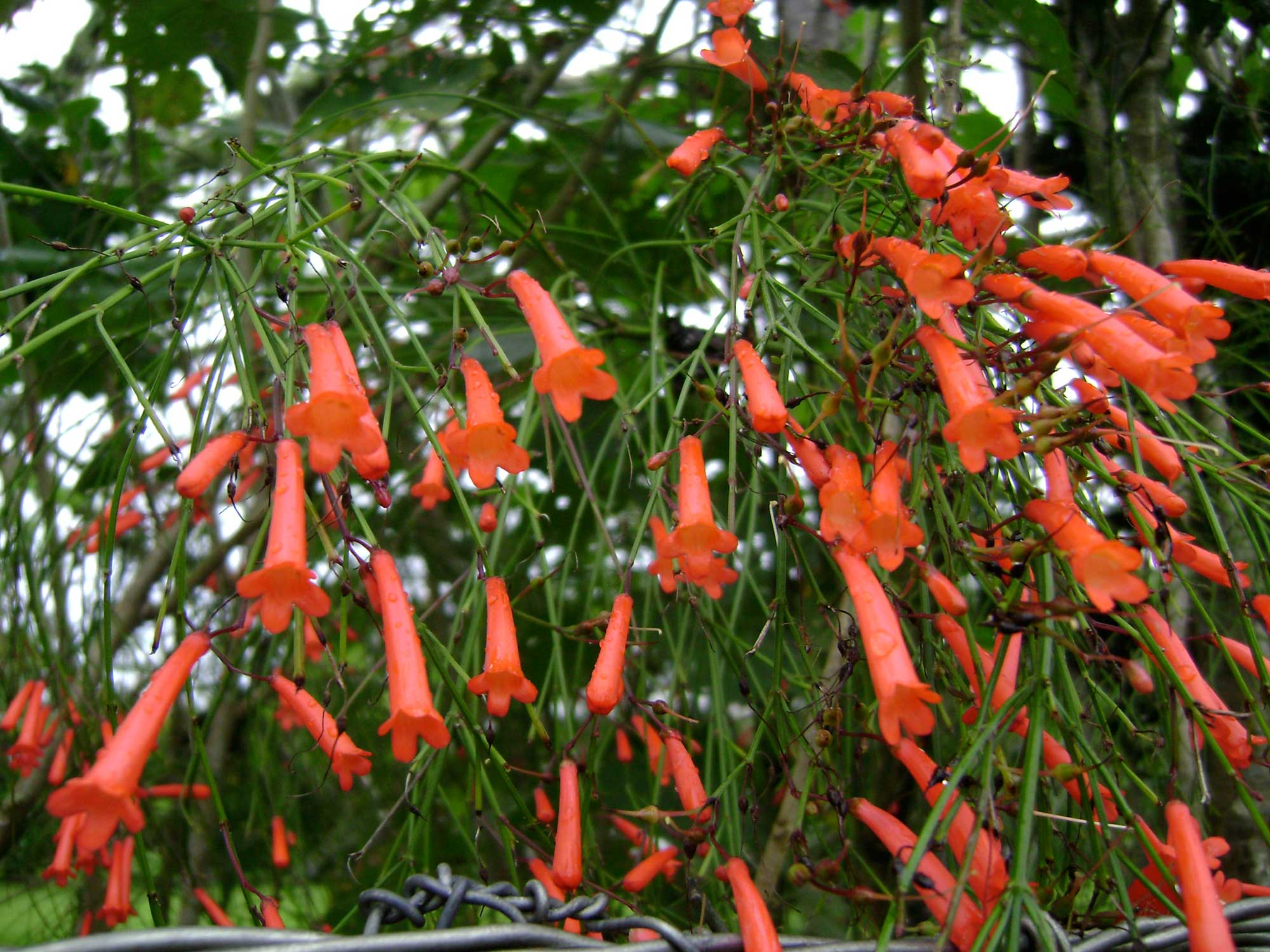